# Danica Radenković
Danica Radecković, cyr. Даница Раденковић (ur. 9 października 1992 w Niszu) – serbska siatkarka, grająca na pozycji rozgrywającej, reprezentantka kraju.

## Sukcesy klubowe
Mistrzostwo Serbii:
- 2012

Puchar Włoch:
- 2013

Puchar Challenge:
- 2013

Mistrzostwo Włoch:
- 2013

Mistrzostwo Polski:
- 2016
- 2015

Mistrzostwo Azerbejdżanu:
- 2017

Mistrzostwo Kazachstanu:
- 2021

## Sukcesy reprezentacyjne
Mistrzostwa Świata Kadetek:
- 2009

Mistrzostwa Europy Kadetek:
- 2009

Mistrzostwa Europy Juniorek:
- 2010

## Nagrody indywidualne
- 2009 - Najlepsza rozgrywająca Mistrzostw Świata Kadetek
- 2010 - Najlepsza rozgrywająca Mistrzostw Europy Juniorek